# Аурикулотерапия
Аурикулотерапия (также аурикулярная терапия, ушная акупунктура и аурикулоакупунктура; англ. Auriculotherapy) — это форма альтернативной медицины, основанная на представлении о том, что ухо — это микросистема, отражающая всё тело, представленное на ушной раковине, внешней части уха. Предполагается, что состояния, влияющие на физическое, психическое или эмоциональное здоровье пациента, поддаются лечению исключительно путём стимуляции поверхности уха. Подобные сопоставления используются в нескольких модальностях, в том числе в рефлексотерапии и иридодиагностике. Эти отображения не основаны на каких-либо медицинских или научных доказательствах и поэтому считаются лженаукой.

## История и развитие
Самая старая запись об аурикулотерапии, возможно, восходит к 2500 г. до н. э. в «Классике внутренней медицины Жёлтого императора» (около 100 г. до н. э.), хотя она ограничивалась кровопусканием и прижиганием. В главе 20 упоминается флеботомия вздутой вены в ухе для снятия напряжения в области рёберной дуги, а в главе 63 говорится о вдувании воздуха в ухо через трубку для спасения пациента, находящегося без сознания.
В 1957 году французский невролог Поль Ножье предложил стандартизированный подход. Ножье разработал френологический метод проекции эмбриона гомункула на ухо и опубликовал то, что он назвал «сосудистым вегетативным сигналом», который измерял изменение амплитуды пульса. Этот механизм будет производить сигнал только при введении новой информации в электромагнитное поле пациента. Ножье сослался на «принцип согласования резонанса», который он мог использовать вегетативным сигналом сосудов для обнаружения активных точек ушной микросистемы.
Аурикулярная акупунктура Ножье была представлена в Китае.
Ричард Нимцов в 2001 году разработал процедуру, которую он придумал, иглоукалывание на поле боя, в попытке исследовать более эффективное облегчение фантомной боли в конечностях и хронической боли для ветеранов. Акупунктура Battlefield включает размещение полупостоянных золотых игл aiguille до пяти мест в ушах. В 2018 году Министерство обороны США, Центр интегративного лечения боли для ветеранов и офис Национальной программы лечения боли Управления здравоохранения ветеранов завершили трёхлетнюю программу стоимостью 5,4 миллионнов долларов США. программа образования и обучения акупунктуре, в рамках которой более 2800 поставщиков обучены акупунктуре Battlefield.

## Точки Ножье
Согласно Ножье, соответствующие структуры включают:
- Helix, внешний выступающий край ушной раковины
- Antihelix, приподнятый гребень впереди и параллельно спирали
- Треугольная ямка, треугольная депрессия
- Scapha, узкое изогнутое углубление между спиралью и антиспиралью
- Козелок, небольшой изогнутый лоскут перед ушной раковиной.
- Antitragus, маленький бугорок напротив козелка
- Раковина, впадина рядом с слуховым проходом

Ножье утверждает, что различные точки, расположенные на мочке уха, связаны с головой и лицевой областью, на ладьевидной кости — с верхними конечностями, на антизавитке и антизавитке ножек — с туловищем и нижними конечностями, а на раковине — с туловищем и нижними конечностями, связанные с внутренними органами.

## Критика
Контролируемое перекрёстное исследование 36 пациентов не выявило различий в двух экспериментах. Исследование пришло к выводу, что аурикулотерапия не является эффективной терапевтической процедурой при хронической боли.
В первом эксперименте сравнивались эффекты стимуляции точек аурикулотерапии по сравнению с контрольными точками. Второй эксперимент сравнивал стимуляцию этих точек с плацебо-контролем без стимуляции. При использовании опросника McGill Pain Questionnaire боль не уменьшилась в точках по сравнению с контрольной группой. Сообщения пациентов об облегчении боли после аурикулотерапии обусловлены эффектами плацебо.
Кроме того, во время электростимуляции пациенты иногда сообщали о новой боли в несвязанной части тела. Эти отражённые ощущения усиливают облегчение боли, вызванное эффектом плацебо, и могут быть одной из причин сохранения веры в аурикулотерапию.